# KOI-8
KOI-8(КОИ-8)은 GOST 19768-74로 표준화된 8비트 문자 집합이다. 라틴 음소문자와 러시아어 문자를 대소문자 모두 사용할 수 있도록 KOI-7을 확장한 것이다. 그러나 문자 Ёё와 대문자 Ъ는 빠져 있는데, 후자는 지움 문자와의 충돌을 피하기 위함이다(대부분의 확장에서는 둘 다 추가된다. KOI8-B 참조). 처음 127개의 코드 포인트는 달러 기호$ (코드 포인트 2416진수)가 만국 통화 기호 ¤로 대체된 것을 제외하고는 ASCII와 동일하다. x8_ 및 x9_ 행(코드 포인트 128-159)은 확장 이진화 십진법 교환 부호의 추가 제어 문자 (코드 포인트 32-63)로 채워질 수 있다.
이 표준은 이후 인터넷 표준인 KOI8-RU의 기반이 되었다.
현대 응용 프로그램, 특히 인터넷에서는 KOI-8 및 그 변형이나 다른 키릴 문자 인코딩보다 유니코드가 선호되며, 이로 인해 UTF-8은 웹 페이지에서 지배적인 인코딩이 되었다. (옛 키릴 문자를 포함하여 436개의 키릴 문자/코드 포인트를 포괄하는 유니코드의 완전한 범위와, Windows-1251 및 KOI8 변형과 같은 단일 바이트 문자 인코딩이 이를 제공할 수 없는 방법에 대한 자세한 내용은 유니코드 키릴 문자를 참조한다.)

## 문자 집합
다음 표는 KOI-8 인코딩을 보여준다. 각 문자는 해당 유니코드 코드 포인트와 함께 표시된다.
|    | 0      | 1      | 2      | 3      | 4        | 5      | 6      | 7      | 8      | 9      | A      | B      | C      | D      | E      | F      |
| 0x | NUL    | SOH    | STX    | ETX    | EOT      | ENQ    | ACK    | BEL    | BS     | HT     | LF     | VT     | FF     | CR     | SO     | SI     |
| 1x | DLE    | DC1    | DC2    | DC3    | DC4      | NAK    | SYN    | ETB    | CAN    | EM     | SUB    | ESC    | FS     | GS     | RS     | US     |
| 2x | SP     | !      | "      | #      | ¤/$ 00A4 | %      | &      | '      | (      | )      | *      | +      | ,      | -      | .      | /      |
| 3x | 0      | 1      | 2      | 3      | 4        | 5      | 6      | 7      | 8      | 9      | :      | ;      | <      | =      | >      | ?      |
| 4x | @      | A      | B      | C      | D        | E      | F      | G      | H      | I      | J      | K      | L      | M      | N      | O      |
| 5x | P      | Q      | R      | S      | T        | U      | V      | W      | X      | Y      | Z      | [      | \      | ]      | ^      | _      |
| 6x | `      | a      | b      | c      | d        | e      | f      | g      | h      | i      | j      | k      | l      | m      | n      | o      |
| 7x | p      | q      | r      | s      | t        | u      | v      | w      | x      | y      | z      | {      | \|     | }      | ~      | DEL    |
| 8x |        |        |        |        |          |        |        |        |        |        |        |        |        |        |        |        |
| 9x |        |        |        |        |          |        |        |        |        |        |        |        |        |        |        |        |
| Ax |        |        |        |        |          |        |        |        |        |        |        |        |        |        |        |        |
| Bx |        |        |        |        |          |        |        |        |        |        |        |        |        |        |        |        |
| Cx | ю 044E | а 0430 | б 0431 | ц 0446 | д 0434   | е 0435 | ф 0444 | г 0433 | х 0445 | и 0438 | й 0439 | к 043A | л 043B | м 043C | н 043D | о 043E |
| Dx | п 043F | я 044F | р 0440 | с 0441 | т 0442   | у 0443 | ж 0436 | в 0432 | Ь 044C | Ы 044B | з 0437 | ш 0448 | э 044D | Щ 0449 | ч 0447 | Ъ 044A |
| Ex | Ю 042E | А 0410 | Б 0411 | Ц 0426 | Д 0414   | Е 0415 | Ф 0424 | Г 0413 | Х 0425 | И 0418 | Й 0419 | К 041A | Л 041B | М 041C | Н 041D | О 041E |
| Fx | П 041F | Я 042F | Р 0420 | С 0421 | Т 0422   | У 0423 | Ж 0416 | В 0412 | Ь 042C | Ы 042B | З 0417 | Ш 0428 | Э 042D | Щ 0429 | Ч 0427 |        |

## 같이 보기
- KOI 문자 인코딩

## 내용주
1. ↑  원래 ISO 646 IRV에 맞춰 국제 통화 기호로 주어졌으나, 이후 ASCII에 맞춰 달러 기호로 변경되었다. 사용되는 KOI-8 변형 및 확장에서는 이 부분이 ASCII와 일치하는 경향이 있다. 예를 들어 RFC 2319를 참조한다.